# Denís Monastirski
Denís Anatóliyovich Monastirski (en ucraniano: Денис Анатолійович Монастирський; Jmelnitski, Unión Soviética, 12 de julio de 1980-Brovarí, Ucrania, 18 de enero de 2023) fue un abogado y político ucraniano. Desempeñó el cargo de ministro del interior de Ucrania desde el 16 de julio de 2021 hasta su fallecimiento el 18 de enero de 2023.

## Biografía
Monastirski nació en Jmelnitski el 12 de junio de 1980. Era graduado de la Facultad de Derecho de la Universidad de Administración y Derecho de Jmelnitski. también fue alumno del Instituto Koretsky de Estado y Derecho de la Academia Nacional de Ciencias de Ucrania. Tenía un doctorado en derecho.

## Carrera profesional
En 2007, comenzó su carrera como abogado. También dirigió el departamento de elaboración de leyes y experiencia científica de la parte de investigación de la Universidad de Administración y Derecho de Jmelnitski, donde trabajó como profesor asociado. Fue cofundador y miembro de la junta directiva de la Asociación Cultural Juvenil de Podolia «Hacia el futuro a través de la cultura».
Entre 2014 y 2019, fue asistente consultor voluntario del diputado Anton Herashchenko.

## Carrera política
En el período previo a las elecciones presidenciales de Ucrania de 2019, fue presentado como asesor dentro del equipo del candidato presidencial Volodímir Zelenski. Zelensky ganó las elecciones y asumió como presidente de Ucrania el 20 de mayo de 2019.
Fue candidato del partido Servidor del Pueblo en las elecciones parlamentarias de Ucrania de 2019. Quedó ubicado en el puesto 19 en la lista electoral nacional y elegido para el parlamento ucraniano. Según un análisis del movimiento social "Chesno", fue uno de los diputados que más iniciativas legislativas presentó.

### Ministro del Interior
Después de que el 12 de julio de 2021 el ministro del interior, Arsén Avákov, presentara la renuncia a su cargo, Monastirski el 16 de julio de 2021 fue nombrado ministro del Interior por 271 diputados. Anton Herashchenko se convirtió en uno de sus asesores oficiales en el Ministerio.
Durante las tensiones relativas a la crisis ruso-ucraniana a comienzos de 2022, Monastirski y varios periodistas que le acompañaban tuvieron que alejarse de una zona cercana a la línea de contacto de la guerra del Dombás, cerca de Novolugansk (óblast de Donetsk), al recibir disparos de mortero y obúses desde el lado separatista que se saldaron con dos soldados muertos y cuatro heridos.

### Muerte
El 18 de enero de 2023, Monastirski, junto con su viceministro Yevguen Yenin y el secretario de Estado Yuri Lubkovich, murieron en un accidente de helicóptero en Brovarí, un suburbio del este de la capital, Kiev. El helicóptero, al estrellarse, cayó sobre una guardería, lo que provocó la muerte de tres niños. El balance final de fallecidos es de dieciocho y otras quince personas fueron atendidas por diversas lesiones.